# 兹拉特科·尤努佐维奇
兹拉特科·尤努佐维奇（1987年3月13日—）是一位塞尔维亚裔的奥地利足球运动员。

## 俱乐部生涯
尤努佐维奇出生于前南斯拉夫加盟共和国——塞尔维亚的洛兹尼察，并且在30公里开外、位于波斯尼亞地區的茲沃爾尼克度过童年。随着波士尼亞戰爭的爆发，时年五岁的尤努佐维奇便随父母作为难民逃离至奥地利克恩顿州的昆斯多夫，并在那里开始他的足球生涯。在11岁时，他进入了格拉茨的布鲁克纳体育中学（Sporthauptschule Bruckner）——维尔纳·格里高利奇当时在那里任教，并于2002年随校队赢得施泰尔马克州校际杯冠军。随后，他开始为格拉茨AK效力。
在转学至利伯瑙高级寄宿学校后，尤努佐维奇又随格拉茨AK青训营参加了2003年11月在上海举行的ISF锦标赛（国际中学生体育联合会），并于2004年秋季被进一步提拔至格拉茨AK的业余队。至2005年春季，他在教练哈里·甘懋夫的带领下已成为主力球员，并在进行中的锦标赛中收获5个入球。
不久，俱乐部主教练瓦尔特·沙赫纳也开始注意到尤努佐维奇。他容许这位新秀长期跟随职业队训练，并在2005年5月14日对阵格拉茨飓风的奥超联赛中，于第74分钟首次将他替换入场。成功亮相一线队以及在对阵因斯布鲁克勇敢的比赛中继续获得出场机会成为了尤努佐维奇足球生涯的首次高光时刻。随着在2005年秋季联赛成为主力球员，他在欧洲联盟杯和联赛还各取得1个入球。
2007年春季联赛结束后，尤努佐维奇转会至新成立的奥地利克恩顿。而在这支东南部球队效力两年后，他又与奥地利维也纳签订合同。至2010年，尤努佐维奇成功当选奥地利足球先生。
2012年1月末，尤努佐维奇正式加盟德甲俱乐部云达不来梅。他的德甲首秀是在一周后，即2月5日客场以2比2战平弗赖堡的比赛。他在德甲射入的首球则发生于同年9月23日，在这次主场对阵斯图加特的比赛中，他将比分改写为2比0。在随后的几年中，尤努佐维奇都是不来梅阵中表现最好的球员。于是在2015年其合同到期之前，许多其它俱乐部都对他表示兴趣。据媒体报道，每家俱乐部所提供的新合同报价都比不来梅高。然而他却在2015年2月13日最终宣布，将自己与不来梅原本在2015年6月届满的合同延续签至2018年。

## 国家队生涯
尤努佐维奇曾入选过各级别的奥地利青年国家足球队，其中包括代表20岁以下青年队参加了2007年U20世界盃足球賽，并在是次赛事中令人意外的进军四强。而在此之前，他在2006年1月便跟随奥地利国家足球队参加了在迪拜组织的训练营。他的成年组国家队首秀是在2006年3月1日对阵加拿大的友谊赛。

### 国家队入球
奥地利的入球及比分列前。
| 1                   | 2011年10月7日 | 阿塞拜疆巴库，达尔加竞技场      |            | 4–1 | 4–1 | 2012年欧洲足球锦标赛预选赛 |
| 2                   | 2012年6月1日  | 奥地利因斯布鲁克，蒂沃利新球场  | 乌克兰     | 1–0 | 3–2 | 友谊赛                     |
| 3                   | 2012年9月11日 | 奥地利维也纳，恩斯特·哈佩尔球场 | 德国       | 1–2 | 1–2 | 2014年世界杯预选赛         |
| 4                   | 2013年3月22日 | 奥地利维也纳，恩斯特·哈佩尔球场 | 法罗群岛   | 4–0 | 6–0 | 2014年世界杯预选赛         |
| 5                   | 2015年3月27日 | 列支敦士登瓦杜茨，萊茵公園球場  | 列支敦斯登 | 4–0 | 5–0 | 2016年欧洲足球锦标赛预选赛 |
| 更新于2015年3月27日 |               |                                 |            |     |     |                            |